# Telšiai

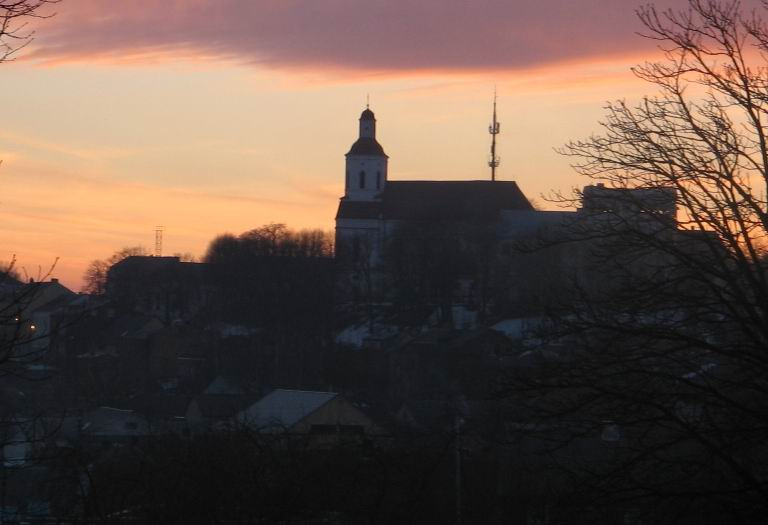
Telšiai in de avond

Telšiai is een stad in het noordwesten van Litouwen en heeft 23.563 (2016) inwoners. Het is de hoofdstad van het gelijknamige district Telšiai.
Telšiai ligt aan het Meer van Mastis, dat een belangrijke rol speelt in veel legenden en sagen. De stad werd voor het eerst genoemd in 1450 en kreeg in 1791 stadsrechten. In een legende wordt de ridder Džiugas verantwoordelijk gehouden voor het stichten van de stad.
De stad groeide met name in het interbellum. De stad werd zwaar getroffen in de Tweede Wereldoorlog. Telšiai werd bekend door de massamoord op 79 Litouwse politieke gevangenen door Sovjet-legers in de nacht van 24 op 25 juni 1941 in een nabijgelegen bos. Tijdens de bezetting door nazi-Duitsland verdween vrijwel de gehele Joodse bevolking.
Toeristische bezienswaardigheden zijn de Sint-Antoniuskathedraal van Telsiai en de Satrija heuvel (227 m).
De stad staat bekend als geboorteplaats van Rolandas Paksas, de vroegere president van Litouwen en Gabriel Narutowicz, de eerste president van Polen.

## Sport
Telšiai is bekend vanwege zijn voetbalclub FC Džiugas Telšiai. 

### Stadions
- Telšių centrinis stadionas;
- Telšių dirbtinės dangos aikštė;

## Geboren
- Giedrius Arlauskis (1 december 1987), voetballer